# 710.
◄ | 7. stoljeće | 8. stoljeće | 9. stoljeće | ►
◄ | 680-ih | 690-ih | 700-ih | 710-ih | 720-ih | 730-ih | 740-ih | ►
◄◄ | ◄ | 707. | 708. | 709. | 710. | 711. | 712. | 713. | ► | ►►
Astronomija • Književnost • Kršćanstvo • Pravo • Promet

## Događaji
- Početak japanskog razdoblja Nara

## Vanjske poveznice
|  | Zajednički poslužitelj ima još gradiva o temi 710. |